# Plectorhinchus umbrinus
Plectorhinchus umbrinus is een straalvinnige vissensoort uit de familie van grombaarzen (Haemulidae). De wetenschappelijke naam van de soort is voor het eerst geldig gepubliceerd in 1870 door Klunzinger.